# Чистопілля (Львівський район)
Чистопі́лля (давніш: Еренфельд) — село в Україні, у Жовківській міській громаді Львівського району Львівської області.

## Історія
Раніше — поселення меннонітів, засноване в 1864 завдяки зусиллям торгівця нерухомістю Петера Мюллера і його брата Йогана Мюллера Старшого, який купив 3,080 акрів землі в Блищиводах, 4 милі на схід від Жовкви. Тут поселилися 15 сімей німців-меннонітів. З цих 15 сімей, 12 виїхало в 1882 році та пізніше до США. У 1934 тут проживала тільки одна сім'я німців-меннонітів.
7 (20) листопада 1917 року, відповідно до Третього Універсалу Української Центральної Ради, Еренфельд увійшов до складу Української Народної Республіки.
До Другої світової війни — німецька колонія, яка мала назву Еренфельд (нім. Ehrenfeld).
12 червня 2020 року, відповідно до розпорядження Кабінету Міністрів України № 718-р «Про визначення адміністративних центрів та затвердження територій територіальних громад Львівської області», село увійшло до складу Жовківської міської громади.
19 липня 2020 року, в результаті адміністративно-територіальної реформи та ліквідації Жовківського району, село увійшло до складу новоствореного Львівського району.